# TEB BNP Paribas Istanbul Open 2018 - Qualificazioni singolare
Le qualificazioni del singolare del TEB BNP Paribas Istanbul Open 2018 sono state un torneo di tennis preliminare per accedere alla fase finale della manifestazione. I vincitori dell'ultimo turno sono entrati di diritto nel tabellone principale. In caso di ritiro di uno o più giocatori aventi diritto a questi sono subentrati i lucky loser, ossia i giocatori che hanno perso nell'ultimo turno ma che avevano una classifica più alta rispetto agli altri partecipanti che avevano comunque perso nel turno finale.

## Teste di serie
1. Ramkumar Ramanathan (ultimo turno)
2. Il'ja Ivaška (primo turno)
3. Thiago Monteiro (qualificato)
4. Elias Ymer (qualificato)

1. Sebastian Ofner (primo turno)
2. Viktor Galović (primo turno)
3. Hubert Hurkacz (ultimo turno)
4. Stefano Napolitano (ultimo turno)

## Qualificati
1. Marco Trungelliti
2. Daniel Gimeno Traver

1. Thiago Monteiro
2. Elias Ymer

## Tabellone qualificazioni

### Legenda
| - Q = Qualificato - WC = Wild card - LL = Lucky loser | - ALT = Alternate - SE = Special Exempt - PR = Protected Ranking | - w/o = Walkover - r = Ritirato - d = Squalificato |

### Sezione 1
|  | Primo turno | Primo turno         | Primo turno         | Primo turno | Primo turno |  |  | Ultimo turno | Ultimo turno        | Ultimo turno        | Ultimo turno | Ultimo turno |  |
|  |             |                     |                     |             |             |  |  |              |                     |                     |              |              |  |
|  | 1           | Ramkumar Ramanathan | Ramkumar Ramanathan | 6           | 6           |  |  |              |                     |                     |              |              |  |
|  |             | Aldin Šetkić        | Aldin Šetkić        | 4           | 3           |  |  | 1            | Ramkumar Ramanathan | Ramkumar Ramanathan | 4            | 3            |  |
|  |             | Marco Trungelliti   | Marco Trungelliti   | 6           | 6           |  |  |              | Marco Trungelliti   | Marco Trungelliti   | 6            | 6            |  |
|  | 5           | Sebastian Ofner     | Sebastian Ofner     | 3           | 2           |  |  |              |                     |                     |              |              |  |

### Sezione 2
|  | Primo turno | Primo turno          | Primo turno          | Primo turno | Primo turno |  |  | Ultimo turno | Ultimo turno         | Ultimo turno         | Ultimo turno | Ultimo turno |  |
|  |             |                      |                      |             |             |  |  |              |                      |                      |              |              |  |
|  | 2           | Il'ja Ivaška         | Il'ja Ivaška         | 62          | 2           |  |  |              |                      |                      |              |              |  |
|  |             | Daniel Gimeno Traver | Daniel Gimeno Traver | 7           | 6           |  |  |              | Daniel Gimeno Traver | Daniel Gimeno Traver | 7            | 6            |  |
|  |             | Tobias Kamke         | Tobias Kamke         | 2           | 4           |  |  | 8            | Stefano Napolitano   | Stefano Napolitano   | 65           | 3            |  |
|  | 8           | Stefano Napolitano   | Stefano Napolitano   | 6           | 6           |  |  |              |                      |                      |              |              |  |

### Sezione 3
|  | Primo turno | Primo turno     | Primo turno     | Primo turno | Primo turno |  |  | Ultimo turno | Ultimo turno    | Ultimo turno    | Ultimo turno | Ultimo turno |  |
|  |             |                 |                 |             |             |  |  |              |                 |                 |              |              |  |
|  | 3           | Thiago Monteiro | Thiago Monteiro | 6           | 6           |  |  |              |                 |                 |              |              |  |
|  | WC          | Mert Alkaya     | Mert Alkaya     | 3           | 1           |  |  | 3            | Thiago Monteiro | Thiago Monteiro | 6            | 7            |  |
|  |             | Tommy Robredo   | Tommy Robredo   | 6           | 6           |  |  |              | Tommy Robredo   | Tommy Robredo   | 3            | 65           |  |
|  | 6           | Viktor Galović  | Viktor Galović  | 3           | 4           |  |  |              |                 |                 |              |              |  |

### Sezione 4
|  | Primo turno | Primo turno     | Primo turno     | Primo turno | Primo turno |  |  | Ultimo turno | Ultimo turno   | Ultimo turno | Ultimo turno | Ultimo turno |  |
|  |             |                 |                 |             |             |  |  |              |                |              |              |              |  |
|  | 4           | Elias Ymer      | Elias Ymer      | 7           | 6           |  |  |              |                |              |              |              |  |
|  |             | Václav Šafránek | Václav Šafránek | 6           | 1           |  |  | 4            | Elias Ymer     | 64           | 6            | 7            |  |
|  | WC          | Sarp Ağabigün   | Sarp Ağabigün   | 2           | 3           |  |  | 7            | Hubert Hurkacz | 7            | 4            | 5            |  |
|  | 7           | Hubert Hurkacz  | Hubert Hurkacz  | 6           | 6           |  |  |              |                |              |              |              |  |